# Monts-de-Randon
Monts-de-Randon község Franciaország Okcitánia régiójában, Lozère megyében. Új községként 2019. január 1-jén jött létre öt korábbi község: Rieutort-de-Randon, Estables, Saint-Amans, Servières és La Villedieu egyesítésével.

## Népesség
| Lakosok száma | 1301 | 1293 | 1291 | 1264 | 1236 | 1209 |
|               | 2017 | 2018 | 2019 | 2020 | 2021 | 2022 |